# Northrop YC-125 Raider
Northrop YC-125 Raider là một loại máy bay vận tải thông dụng STOL của Hoa Kỳ, do Northrop Corporation chế tạo.

## Biến thể

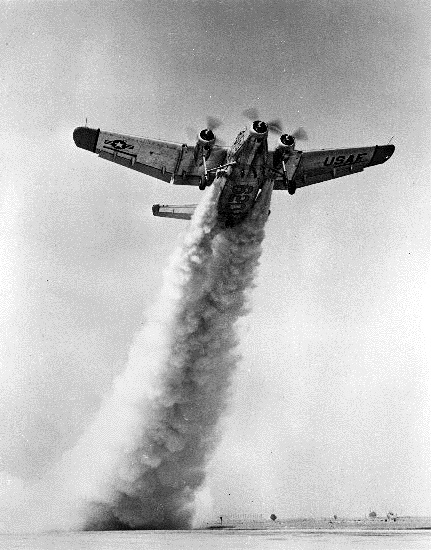
YC-125 thực hiện cất cánh kiểu JATO

N-23 Pioneer
N-32 Raider
YC-125A Raider
YC-125B Raider

## Quốc gia sử dụng
- Hoa Kỳ: Không quân Hoa Kỳ

## Tính năng kỹ chiến thuật (YC-125B)

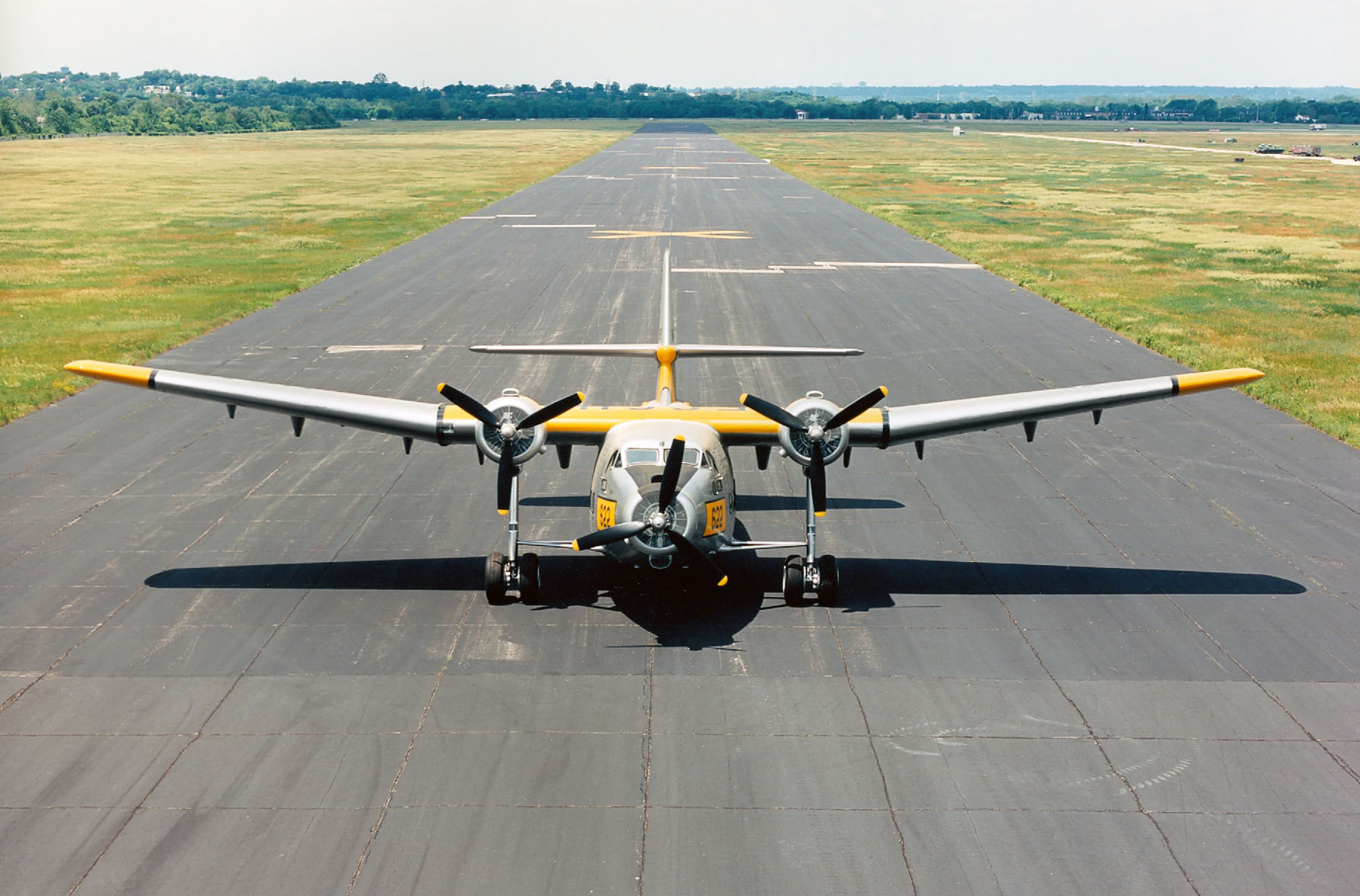
YC-125B

Dữ liệu lấy từ National Museum of the US Air Force YC-125B Factsheet
Đặc điểm tổng quát
- Kíp lái: 4
- Chiều dài: 67 ft 1 in (20,45 m)
- Sải cánh: 86 ft 6 in (26,37 m)
- Chiều cao: 23 ft 1 in (7,04 m)
- Trọng lượng cất cánh tối đa: 41.900 lb (19.006 kg)
- Động cơ: 3 × Wright R-1820-99 Cyclone,  (1200 hp)895 kW  mỗi chiếc

 Hiệu suất bay 
- Vận tốc cực đại: 207 mph (478 kmh)
- Vận tốc hành trình: 171 mph (275 kmh)
- Tầm bay: 1.856 dặm (2.987 km)
- Trần bay: 12.200 ft (3.719 m)